# Смешливая, Ольга Александровна
О́льга Алекса́ндровна Смешли́вая (4 октября 1990 года, Севастополь, СССР) — российская сноубордистка, выступающая в дисциплинах биг-эйр, слоупстайл и хафпайп. Чемпионка России 2009, 2010, 2012 в биг-эйре и хафпайпе, призёр этапов Кубка Европы в хафпайпе. Мастер спорта России.

## Ранняя жизнь и профессиональная карьера
Ольга родилась в Крыму, Севастополе, позже переехала в Москву. В молодости она профессионально занималась бальными и латиноамериканскими спортивными танцами. Она выступала на национальном уровне и выиграла несколько соревнований.
В возрасте 13 лет она впервые попробовала кататься на сноуборде. В последующие годы Смешливая проводила свои выходные на небольшом склоне в Москва-сити, где её заметил её будущий тренер. Вскоре она начала соревноваться в дисциплинах слалом и фристайл. Она выиграла несколько соревнований и дальше всё больше и больше сосредотачивалась на фристайле. В возрасте 16 лет Смешливую пригласили в сборную России. Она выиграла несколько национальных и международных конкурсов. 
В 2009 году Смешливая стала чемпионкой России и выиграла Кубок России. Она была номинирована на участие в зимних Олимпийских играх в Сочи. В 2010 году ей было присвоено звание Мастера спорта России.
В 2014 году Смешливая повредила колено. Она решила меньше уделять внимания соревнованиям, а больше социальным сетям и различным видам спорта, которые она документирует в своих лайфстайл-блогах из отдалённых мест по всему миру и размещает на YouTube и Instagram.

## Медиа и бизнес-проекты
Телевидение и несколько журналов описали Смешливую как "адреналиновую красавицу". Её внешность в сочетании со страстью к экстремальным видам спорта часто упоминалась в средствах массовой информации.
Ольга Смешливая некогда была послом российского горнолыжного курорта Роза Хутор в Сочи.